# Mariano Ayneto
Mariano Ayneto Castro (Saragozza, 10 marzo 1962) è un ex calciatore spagnolo, di ruolo attaccante.

## Carriera
Cresciuto nelle giovanili del Real Saragozza, esordì con la prima squadra l'11 aprile 1982, scendendo in campo in casa del Siviglia (5-0) alla trentaduesima giornata della Primera División. Il Real Saragozza aveva schierato una squadra composta da giocatori delle giovanili, a causa di uno sciopero dei calciatori (al quale avevano aderito i calciatori del Real Saragozza e quelli del Real Madrid).
Nella stagione 1983-1984 fu inserito stabilmente in rosa da Leo Beenhakker. Giocò 17 partite e segnò 4 gol. In questa stagione collezionò anche due presenze e un gol con la Nazionale Under-21.
Nella stagione 1985-1986 vinse la Coppa del Re. Nella stagione successiva collezionò 5 presenze in Coppa delle Coppe. Il debutto europeo arrivò il 1 ottobre 1986, in occasione di una vittoria casalinga per 2-0 contro la Roma.
Nel 1987 passò al Recreativo de Huelva, in Segunda División. Segnò 9 gol in 29 partite e contribuì al raggiungimento della salvezza.
Dopo una stagione si trasferì in  Segunda División B. Inizialmente giocò con il Gandía (segnando 19 gol nella prima stagione e 13 nella seconda). Nella stagione 1991-1992 giocò al Binéfar, la stagione si chiuse con la retrocessione in Tercera División, e Ayneto passò al Yeclano Deportivo.
Giocò a Yecla per cinque stagioni, collezionando più di 150 presenze.

## Palmarès
- Coppa di Spagna: 1

Real Saragozza: 1986